# Arcangelisia flava
Arcangelisia flava är en tvåhjärtbladig växtart som först beskrevs av Carl von Linné, och fick sitt nu gällande namn av Elmer Drew Merrill. Arcangelisia flava ingår i släktet Arcangelisia och familjen Menispermaceae. Inga underarter finns listade i Catalogue of Life.